# Centro de arte de Maracaibo Lía Bermúdez
El Centro de Arte Lía Bermúdez, oficialmente Centro de arte de Maracaibo Lía Bermúdez, también llamando CAMLB, es un centro cultural localizado en la ciudad de Maracaibo (Venezuela) dedicado a presentar y promocionar las manifestaciones artísticas del estado Zulia, tales como presentaciones teatrales, conciertos y talleres. También funciona como centro de exposiciones y museo.  
Recibe su nombre de la artista y escultora venezolana Lía Bermúdez. Fue creado como fundación en 1990, e inaugurado en 1993, en el edificio donde funcionaba desde 1931 el Mercado Principal de Maracaibo. 
En reconocimiento a sus valores culturales, el Centro de Arte de Maracaibo Lía Bermúdez fue declarado Monumento Nacional el 6 de octubre de 1986, mediante la Gaceta Oficial N.º 33.570.

## Historia
El 21 de julio de 1927 el antiguo mercado de la ciudad - edificado en 1866 por el Sr. Felipe Garbiras - fue consumido en su totalidad por un incendio. El Gobierno regional de la época, presidido por el general Vicencio Pérez Soto, se fijó como tarea la búsqueda de una solución rápida y eficaz, para que la ciudad contara de nuevo y en el menor tiempo posible, con su mercado principal. Es por esto, que luego de muchas propuestas, el general Pérez Soto decide que debe ser una estructura industrial de hierro prefabricada, muy de moda en esos momentos en Francia, Alemania, Inglaterra y los Estados Unidos. Finalmente fue seleccionada la compañía inglesa RICHTER&PICÁIS Industrial Engineers London E.G . El contrato respectivo se cerró el día 13 de julio de 1928, un año después del fatal incendio que consumió la antigua instalación. La tramitación final del contrato, el traslado de toda la estructura totalmente desarmada y transportada en barco desde Inglaterra hasta el puerto local de Maracaibo, así como su posterior levantamiento y acondicionamiento final, se extendió desde 1928 hasta 1930. Los trabajos de montaje estuvieron bajo la dirección del ingeniero de origen belga León Jerome Hoet. 
El nuevo Mercado Principal de la ciudad inició sus servicios el 9 de agosto de 1931 y fue bendecido por el Obispo del Zulia, Monseñor Marcos Sergio Godoy. Funciona hasta el 7 de octubre de 1973 como Mercado Principal de Maracaibo y es para esa fecha cuando cesa toda su actividad al entrar en servicio un nuevo Mercado "Las Pulgas”, como parte de la remodelación del Casco Central de Maracaibo.
Desde el año 1973 se decide remodelar y convertir el viejo Mercado Principal en Centro Popular de Cultura, con el propósito de organizar, apoyar, presentar y promocionar las manifestaciones artístico-culturales propias de la entidad zuliana. Esta experiencia dura hasta principios del mes de octubre de 1982, cuando de nuevo son cerradas las puertas de este espacio debido a múltiples inconvenientes: calor, ruido exterior, inseguridad ciudadana, entre otros. 
La escultora Lía Bermúdez, en ejercicio de la Secretaría de Cultura del Estado Zulia, en 1979, propone al Gobierno nacional reacondicionar el referido edificio -que ya estaba restaurado- sobre todo en el área estructural, pues se deseaba y necesitaba convertir en un lugar que poseyera un techo con características acústicas especiales y únicas. Esta propuesta la hace Lía Bermúdez asesorada por los críticos y conocedores de las artes, Roberto Guevara y Sergio Antillano. Luego de la aprobación, el Gobierno nacional encarga al Ministerio de Desarrollo Urbano (MINDUR) del diseño en la persona del arquitecto José Espósito.
El proyecto propuesto por el arquitecto José Espósito consistía en el acondicionamiento total del edificio, con cerramientos y modificaciones para la presentación de espectáculos y eventos artístico-culturales, además de ofrecer algunos servicios: teatro y artes escénicas en general, salas de exposiciones, centro de información y documentación, biblioteca para las artes universales, sala de lectura, sala audiovisual, tienda de arte y cafetín-restaurante. 
El 7 de junio de 1990, luego de esperar más de una década, el Gobernador del Estado Zulia, Dr. Oswaldo Álvarez Paz, mediante el decreto número 97 crea el Centro de Arte de Maracaibo Lía Bermúdez, institución a la que se le adjudica como sede permanente el edificio del antiguo Mercado Principal. 
El 16 de octubre de 1990, bajo la forma de un nuevo Decreto, se crea la Fundación de Estado para el Centro de Arte de Maracaibo Lía Bermúdez y es entonces cuando se inician los trabajos de restauración y acondicionamiento. El 4 de noviembre de 1993 se inaugura oficialmente el Centro de Arte de Maracaibo Lía Bermúdez con una fastuosa exposición, en la cual participaron 112 artistas venezolanos. Para la fecha, se registró otro acontecimiento de notable importancia para el CAMLB: el Dr. José Antonio Abreu, Ministro de Cultura, lo declara Museo y lo integra a la Red Nacional de Museos.
Fue declarado Monumento Nacional mediante Gaceta Oficial N.º 33.570 el 6 de octubre de 1986.

## Datos arquitectónicos
El edificio que alberga la sede del Centro de Arte de Maracaibo Lía Bermúdez fue diseñado de acuerdo a preceptos expresivos del Art Nouveau, que surge en Europa a finales del siglo XX y se prolonga hasta las primeras décadas del XX.
Está formado por un volumen compuesto que ocupa toda una manzana, con medidas aproximadas de 50 metros por 70 metros. Su planta es rectangular y mide unos 18 metros de altura. Tiene un gran espacio central de seis pisos, formado por arcos reticulados y una bóveda coronada por una cúpula que sirve de tragaluz. Este espacio es circundado por naves techadas en una sola pendiente hasta las columnas externas que sostienen las ménsulas que sirven de apoyo al alero que gira alrededor de toda la edificación. Sus fachadas muestran galerías perimetrales con grandes arcos, romanillas y vitrales. En cada esquina hay una cúpula menor elevada sobre columnas de hierro fundido.

## Administración
El CAMLB es una Fundación de Estado, autónoma en la toma de decisiones y creada mediante Decreto N.º  177-A. Posee un Consejo Directivo conformado por un miembro principal y un suplente, quienes representan a las siguientes instituciones u organismos: Gobernación del Estado Zulia, Asamblea Legislativa del Estado Zulia, Alcaldía de Maracaibo, Universidad del Zulia, Consejo Nacional de la Cultura (CONAC), Petróleos de Venezuela (PDVSA), organismos económicos del Zulia y la Sociedad de Amigos del CAMLB. 
El CAMLB cuenta asimismo de un Consejo Consultivo, integrado por personalidades ligadas al sector artístico-cultural, periodístico, económico y otros representativos de la región y el país. 

## Presidentes
- Lía Bermúdez 1993 – 2015
- Régulo Pachano Olivares 2015 – 2018
- Wolfgang Viloria 2018 – 2021
- Ian Carlos Torres 2021 – 2022
- Fabiana Pardi 2022 – presente